# نیکلاس نوولو
نیکلاس نوولو (انگلیسی: Nicolás Novello؛ زادهٔ ۲۰ مهٔ ۱۹۴۶) بازیکن فوتبال، و سرمربی (فوتبال) اهل آرژانتین است.
از باشگاه‌هایی که در آن بازی کرده‌است می‌توان به باشگاه فوتبال بوکا جونیورز اشاره کرد.